# マイケル・ボーヘルト
マイケル・アントニー・ボーヘルト（Michael Anthonie Boogerd、1972年5月28日 - ）はオランダのデン・ハーフ出身の元自転車競技選手。Michaelは「ミハエル」との表記も多い。

## 経歴
1994年にワードパーフェクトでデビュー。1996年、ツール・ド・フランス第6ステージでプロ初勝利を果たす。1997年にはオランダ選手権個人ロードで優勝。1998年にも優勝し、2連覇を達成した。1998年のツール・ド・フランスにおいて総合5位で完走した。そのため、一時期はグランツールの総合優勝を期待する声もあった。1999年はパリ〜ニースで総合優勝をあげ、自国で開催されるアムステルゴールドレースでも優勝した。このときを含めてアムステルゴールドレースでは6回表彰台に上がっている。2002年のツール・ド・フランスでは2度目のステージ優勝を達成。このころからグランツールではアシストとして走る機会が増え、以後、リーヴァイ・ライプハイマー、ミカエル・ラスムッセン、デニス・メンショフらのアシストとして活躍する。2006年、3度目のオランダチャンピオンに輝く。2007年に現役を引退。
2013年3月6日、オランダ放送協会のインタビューにおいて、1997年から引退する2007年までドーピングしていたと認めた。

## 主な戦績

### 1996年
- ツール・ド・フランス ステージ優勝

### 1997年
- ツール・ド・フランス総合16位
- オランダ選手権個人ロード優勝

### 1998年
- セトマナ・カタラナ総合優勝
- ツール・ド・フランス総合5位
- オランダ選手権個人ロード優勝
- ジロ・ディ・ロンバルディア2位
- アムステルゴールドレース4位
- リエージュ〜バストーニュ〜リエージュ5位
- 世界選手権個人ロード6位

### 1999年
- パリ〜ニース総合優勝
- アムステルゴールドレース優勝
- ジロ・デッレミリア優勝
- リエージュ〜バストーニュ〜リエージュ2位
- フレッシュ・ワロンヌ5位
- チューリッヒ選手権6位
- クラシカ・サンセバスティアン9位

### 2000年
- バスク一周総合9位
- アムステルゴールドレース2位

### 2001年
- セトマナ・カタラナ総合優勝
- ティレーノ〜アドリアティコ総合3位
- バスク一周総合7位
- ツール・ド・フランス総合10位
- ジロ・ディ・ロンバルディア3位
- リエージュ〜バストーニュ〜リエージュ5位
- アムステルゴールドレース9位
- フレッシュ・ワロンヌ9位

### 2002年
- ツール・ド・フランス総合12位 ステージ優勝
- ジロ・デ・イタリア総合17位
- アムステルゴールドレース3位
- ジロ・ディ・ロンバルディア6位

### 2003年
- UCI・ロードワールドカップ年間2位
- ティレーノ〜アドリアティコ総合4位
- エネコ・ツアー総合7位
- アムステルゴールドレース2位
- リエージュ〜バストーニュ〜リエージュ3位
- チューリッヒ選手権4位
- 世界選手権個人ロード5位
- クラシカ・サンセバスティアン8位
- ロンド・ファン・フラーンデレン9位
- ジロ・ディ・ロンバルディア10位

### 2004年
- ティレーノ〜アドリアティコ総合6位
- アムステルゴールドレース2位
- リエージュ〜バストーニュ〜リエージュ2位
- ジロ・ディ・ロンバルディア2位
- 世界選手権個人ロード7位

### 2005年
- ツール・ド・ボローニュ総合6位
- バスク一周総合7位
- アムステルゴールドレース2位
- リエージュ〜バストーニュ〜リエージュ3位

### 2006年
- ティレーノ〜アドリアティコ総合5位
- ツール・ド・フランス総合13位
- オランダ選手権個人ロード優勝
- アムステルゴールドレース3位
- チューリッヒ選手権4位
- リエージュ〜バストーニュ〜リエージュ5位
- ジロ・ディ・ロンバルディア8位

### 2007年
- ティレーノ〜アドリアティコ総合10位
- ツール・ド・フランス総合12位
- アムステルゴールドレース5位
- リエージュ〜バストーニュ〜リエージュ6位
- ロンド・ファン・フラーンデレン9位